# Andrena beijingensis
Andrena beijingensis là một loài Hymenoptera trong họ Andrenidae. Loài này được Xu mô tả khoa học năm 1994.